# فرانس ماس
فرانس ماس (بالهولندية: Frans Maas)‏ هو منافس ألعاب قوى هولندي، ولد في 13 يوليو 1964 في بيرخن أوب زووم في هولندا.

## وصلات خارجية
- فرانس ماس على موقع الاتحاد الدولي لألعاب القوى (الإنجليزية)